# X system
X-system – system zapisu liter esperanckich posiadających daszek lub łuczek, polegający na zamianie litery ze znakiem diakrytycznym na dwuznak: litera bez daszka i x, stosowany jest w przypadku braku odpowiedniej czcionki. System ten jest popularny w Internecie, zwłaszcza w grupach dyskusyjnych, jednak w witrynach internetowych stosowany jest zapis Unicode. 
| Litera z daszkiem | Zapis w X-systemie |
| ----------------- | ------------------ |
| ĉ                 | cx                 |
| ĝ                 | gx                 |
| ĥ                 | hx                 |
| ĵ                 | jx                 |
| ŝ                 | sx                 |
| ŭ                 | ux                 |